# 相良頼喬
相良 頼喬（さがら よりたか）は、肥後国人吉藩3代藩主。

## 生涯
寛永18年（1641年）5月25日、第2代藩主・相良頼寛の長男として生まれる。寛文4年（1664年）閏5月7日、父の隠居により家督を継ぐ。藩政では土木工事に尽力した。寛文2年（1662年）より、藩士の林正盛が頼喬の許可を得て、自費で球磨川を開削。寛文5年（1665年）完成し、下流の八代まで船での行き来が可能となり、領内の発展に大きく貢献した。
貞享4年（1687年）、真宗信者の男女14人が川辺川（球磨川支流）に入水自殺するという事件が起きた。人吉藩は、薩摩藩と共に真宗の信仰を禁止していた。ところが密告により信仰が発覚し、頼喬が捕り手を向かわせる前に集団自殺を図った事件である。
元禄16年（1703年）1月24日に死去した。享年63。5人の男児は早世していたため、従弟で正室・於亀の兄弟でもある頼福が養子となり跡を継いだ。

## 系譜
父母
- 相良頼寛（父）
- 周光院 - 片岡正秀の娘、側室（母）

正室、継室
- 於亀、春晴院 - 相良長秀の娘（正室）
- 月仙院 - 鷲尾隆量の娘

側室
- 西氏

子女
- 相良頼泰（長男） 生母は春晴院
- 相良頼真（次男） 生母は月仙院
- 相良式部
- 相良万吉
- 相良又四郎
- 於仙

養子
- 相良頼福 - 相良長秀の次男